# 含增长钢街道
含增长钢街道，是中华人民共和国四川省绵阳市江油市曾经下辖的一个街道。

## 行政区划
含增长钢街道下辖以下地区：
含增长钢街道虚拟社区。